# 打隆镇
打隆镇，是中华人民共和国西藏自治区山南市浪卡子县下辖的一个乡镇级行政单位。

## 行政区划
打隆镇下辖以下地区：
林西社区、相达社区、念果社区、绒嘎社区、安色社区、康沙社区、德改社区、达加社区、曲龙村、推瓦村和曲宗村。